# Copa Mosconi

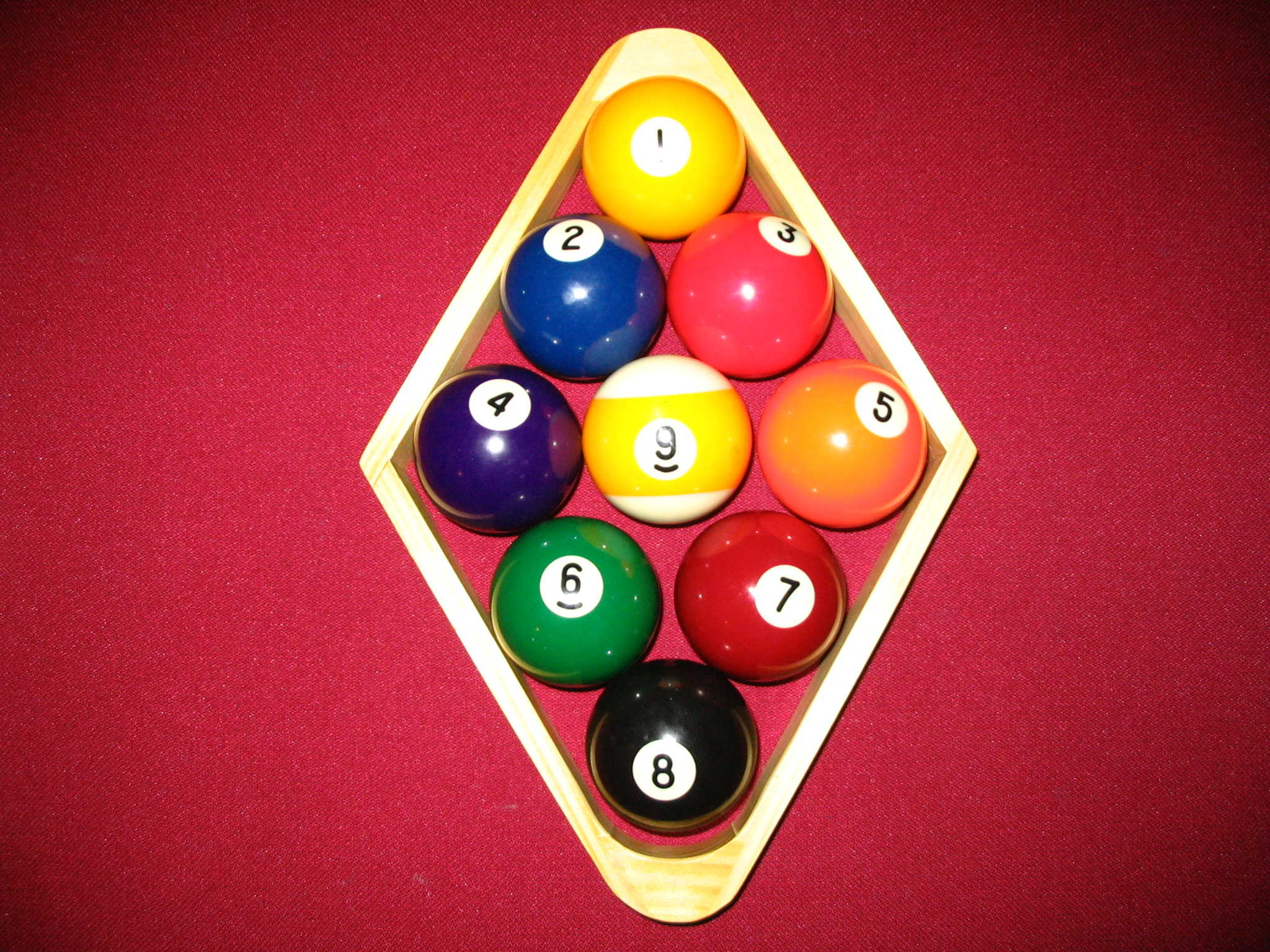
Regra bola 9

A Copa Mosconi (em inglês Mosconi Cup) é um torneio anual de sinuca (bilhar) regra Bola 9, disputado entre equipes, uma representando a Europa e outra os Estados Unidos, é realizado desde 1994. O troféu tem o nome do jogador norte-americano Willie Mosconi.
A europa venceu o torneio 17 vezes, EUA 13 vezes, e empataram uma vez. O time da Europa havia ganho 8 torneios consecutivos até a quebra da sequência em 2018 pelos EUA.

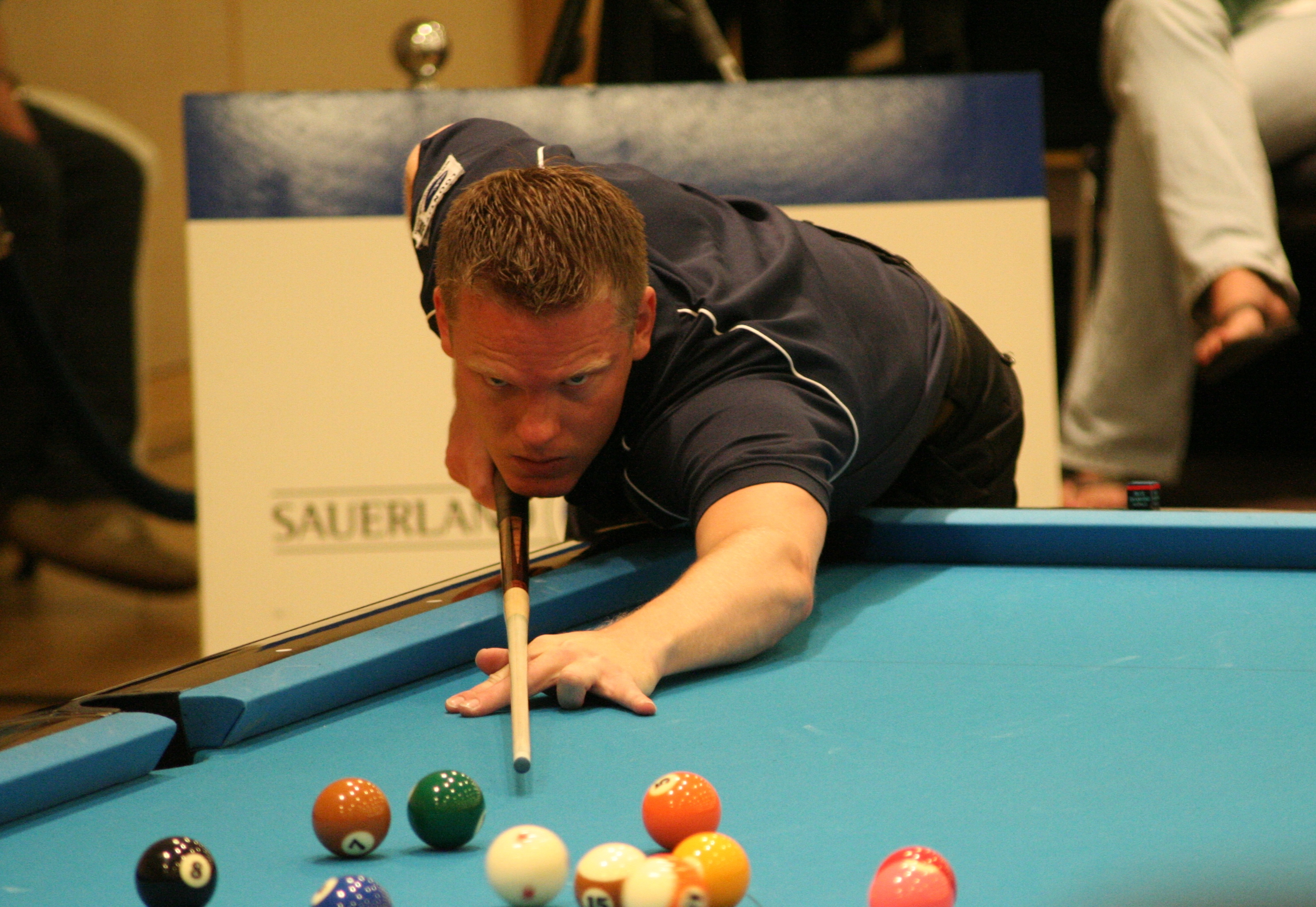
Niels Feijen em 2008, várias vezes MVP do torneio

## Criação
A Copa Mosconi foi criada pela Sky Sports e Matchroom Sport como um evento de exibição para aumentar a popularidade da modalidade Bola 9 no Reino Unido.
A europa costumava incluir jogadores de snooker, como Alex Higgins e Ronnie O'Sullivan e as jogadoras de snooker Allison Fisher e Franziska Stark.

## Resultados
| Ano  | Sede                      | Campeão        | Placar | Perdedor       | MVP             | Ref           |
| ---- | ------------------------- | -------------- | ------ | -------------- | --------------- | ------------- |
| 1994 | Londres, Inglaterra       | Estados Unidos | 16–12  | Europa         |                 |               |
| 1995 | Essex, Inglaterra         | Europa         | 16–15  | Estados Unidos |                 |               |
| 1996 | Londres, Inglaterra       | Estados Unidos | 15–13  | Europa         |                 |               |
| 1997 | Londres, Inglaterra       | Estados Unidos | 13–8   | Europa         |                 |               |
| 1998 | Londres, Inglaterra       | Estados Unidos | 13–9   | Europa         |                 |               |
| 1999 | Londres, Inglaterra       | Estados Unidos | 12–7   | Europa         |                 |               |
| 2000 | Londres, Inglaterra       | Estados Unidos | 12–9   | Europa         |                 |               |
| 2001 | Londres, Inglaterra       | Estados Unidos | 12–1   | Europa         |                 |               |
| 2002 | Londres, Inglaterra       | Europa         | 12–9   | Estados Unidos |                 |               |
| 2003 | Londres, Inglaterra       | Estados Unidos | 11–9   | Europa         | Mika Immonen    | [ 4 ]         |
| 2004 | Egmond aan Zee, Holanda   | Estados Unidos | 12–9   | Europa         | Rodney Morris   | [ 5 ]         |
| 2005 | Las Vegas, Estados Unidos | Estados Unidos | 11–6   | Europa         | Earl Strickland | [ 6 ] [ 7 ]   |
| 2006 | Roterdã, Holanda          | Empate         | 12–12  | Empate         | Corey Deuel     |               |
| 2007 | Las Vegas, Estados Unidos | Europa         | 11–8   | Estados Unidos | Tony Drago      |               |
| 2008 | St. Julian's, Malta       | Europa         | 11–5   | Estados Unidos | Mika Immonen    |               |
| 2009 | Las Vegas, Estados Unidos | Estados Unidos | 11–7   | Europa         | Dennis Hatch    |               |
| 2010 | Londres, Inglaterra       | Europa         | 11–8   | Estados Unidos | Darren Appleton |               |
| 2011 | Las Vegas, Estados Unidos | Europa         | 11–7   | Estados Unidos | Niels Feijen    | [ 8 ]         |
| 2012 | Londres, Inglaterra       | Europa         | 11–9   | Estados Unidos | Chris Melling   | [ 9 ] [ 10 ]  |
| 2013 | Las Vegas, Estados Unidos | Europa         | 11–2   | Estados Unidos | Niels Feijen    | [ 11 ]        |
| 2014 | Londres, Inglaterra       | Europa         | 11–5   | Estados Unidos | Niels Feijen    | [ 12 ] [ 13 ] |
| 2015 | Las Vegas, Estados Unidos | Europa         | 11–7   | Estados Unidos | Niels Feijen    | [ 14 ]        |
| 2016 | Londres, Inglaterra       | Europa         | 11–3   | Estados Unidos | Albin Ouschan   | [ 15 ]        |
| 2017 | Las Vegas, Estados Unidos | Europa         | 11–4   | Estados Unidos | Joshua Filler   | [ 16 ]        |
| 2018 | Londres, Inglaterra       | Estados Unidos | 11–9   | Europa         | Skyler Woodward | [ 17 ]        |
| 2019 | Las Vegas, Estados Unidos | Estados Unidos | 11–8   | Europa         | Skyler Woodward | [ 18 ]        |
| 2020 | Coventry, Inglaterra      | Europa         | 11-3   | Estados Unidos | Jayson Shaw     | [ 19 ]        |
| 2021 | Londres, Inglaterra       | Europa         | 11-6   | Estados Unidos | Jayson Shaw     | [ 20 ]        |
| 2022 | Las Vegas, Estados Unidos | Europa         | 11-7   | Estados Unidos | Joshua Filler   | [ 21 ]        |
| 2023 | Londres, Inglaterra       | Europa         | 11-3   | Estados Unidos | Joshua Filler   | [ 22 ]        |
| 2024 | Orlando, Estados Unidos   | Europa         | 11-6   | Estados Unidos | Jayson Shaw     | [ 23 ]        |
| 2025 | Londres, Inglaterra       |                |        |                |                 |               |